# Lei dos cuidados inversos

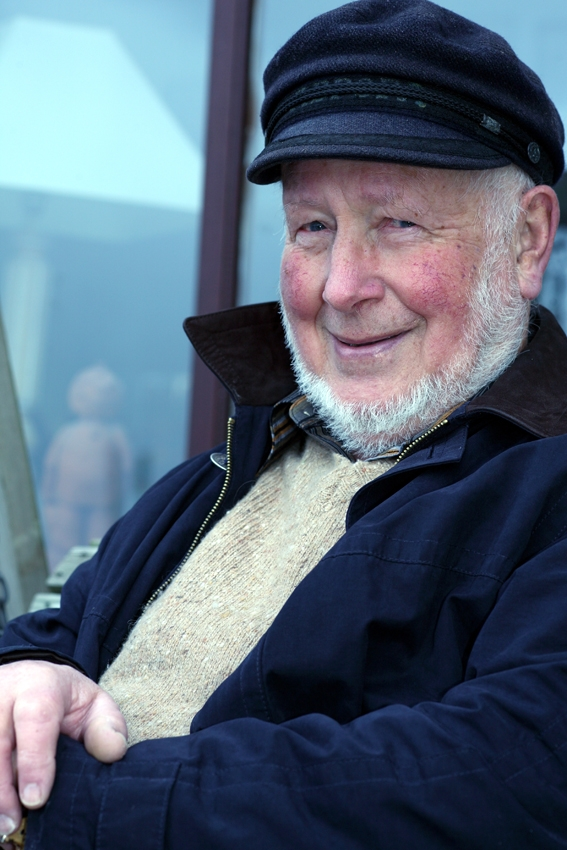
Julian Tudor Hart, médico de família britânico que propôs a “Lei dos Cuidados Inversos” em 1971.

A lei dos cuidados inversos propõe que a oferta de serviços sociais e de saúde de qualidade é inversamente proporcional à necessidade de uma população. Julian Tudor Hart, o médico de família britânico que propôs este princípio, em 1971, indica que esta lei opera ainda mais intensamente nas sociedades em que este setor está mais exposto às forças do mercado. Esta constatação aponta para a importância de produzir políticas de saúde que considerem e priorizem ações e serviços de atenção primária voltados para populações com maiores necessidades, sob maior risco ou com elevada vulnerabilidade social, de modo a reduzir as iniquidades em saúde.